# Українська книжкова поличка
Проєкт "Українська книжкова поличка" — міжнародний культурно-освітній проєкт, започаткований у 2022 році з метою поширення української літератури (в оригіналі та перекладах) у провідних бібліотеках світу, збереження культурного зв’язку з діаспорою та зміцнення культурної дипломатії України..

## Загальна інформація
«Українська книжкова поличка» передбачає створення спеціальних колекцій українських книг у публічних та національних бібліотеках, культурних центрах і навчальних закладах за межами України. До таких колекцій входять:
- Класична українська література, включаючи твори Тараса Шевченка, Лесі Українки, Івана Франка;

- Сучасна українська проза та поезія;
- Книги для дітей українських авторів;
- Переклади відомих українських творів іноземними мовами;
- Книги про Україну іноземними мовами.

У межах проєкту книги надаються здебільшого українською мовою, але також в перекладах, щоб вони були доступні як для української діаспори, так і для іноземних читачів.
Станом на липень 2025 року реалізовано у 59-ти країнах та одній міжнародній організації, у рамках проєкту функціонує понад 250 поличок, в асортименті яких понад 50 тис. книг.
Проєкт реалізується під патронатом Першої леді України Олени Зеленської спільно з Міністерством закордонних справ України, Міністерством культури та інформаційної політики України та Українським інститутом книги.

## Цілі проєкту
1. Популяризація української культури. Завдяки «Українській книжковій поличці» люди в різних куточках світу отримують доступ до літератури, яка відкриває Україну як сучасну, розвинену й культурно багату державу.
2. Підтримка української діаспори. Полички з книгами допомагають українцям за кордоном зберігати зв’язок із батьківщиною через рідну літературу.
3. Культурна дипломатія. Ініціатива покликана сприяти взаєморозумінню між народами через обмін культурними досягненнями.
4. Освіта та просвіта. Проєкт створює можливість для іноземців дізнатися більше про історію, мову та цінності українців.

## Перелік Українських книжкових поличок

### Африка
| Країна  | Назва бібліотеки / культурного центру, де відкрито поличку | Місто       | Кількість книг | Дата відриття |
| ------- | ---------------------------------------------------------- | ----------- | -------------- | ------------- |
| ПАР     | Центральна бібліотека М.Кейптаун                           | м. Кейптаун | 100            |               |
| Намібія | Культурний центр The Village                               | м. Віндгук  | 50             |               |
| Ліван   | Ліванська національна бібліотека                           | м. Бейрут   | 16             |               |
| Ліван   | Бібліотека Університету св. Йосипа                         | м. Бейрут   | 16             |               |
| Ліван   | Бібліотека Університету Св. Духа                           | м. Каслік   | 13             |               |
| Ліван   | Бібліотека Американського Університету                     | м. Бейрут   | 13             |               |
| Ліван   | Бібліотека Університету Нотр Дам                           | м. Луайзі   | 14             |               |
| Ліван   | Бібліотека Академії Мистецтв ALBA                          | м. Бейрут   | 12             |               |
| Ліван   | Бібліотека Ліванського Університету                        | м. Бейрут   | 8              |               |
| Ліван   | Арабський Університет                                      | м. Бейрут   | 8              |               |

### Південна Америка
| Країна    | Назва бібліотеки / культурного центру, де відкрито поличку  | Місто           | Кількість книг | Дата відриття |
| --------- | ----------------------------------------------------------- | --------------- | -------------- | ------------- |
| Аргентина | Центральна бібліотека Буенос-Айреса ім. Рікардо Гуіральдеса | м. Буенос-Айрес | 80             | 30.11.2023    |

### Північна Америка
| Країна  | Назва бібліотеки / культурного центру, де відкрито поличку                                    | Місто          | Кількість книг | Дата відриття |
| ------- | --------------------------------------------------------------------------------------------- | -------------- | -------------- | ------------- |
| Мексика | Публічна бібліотека штату Халіско ім. Хуана Хосе Арреола                                      | м. Гвадалахара | 20             | 24.11.2023    |
| США     | Джорджтаунський університет Вашингтона                                                        | м. Вашингтон   |                | 20.09.2023    |
| Канада  | Публічна бібліотека Оттави (Ottawa Public Library)                                            | м. Оттава      | 123            | 24.04.2024    |
| Канада  | Бібліотека та Національний архів Квебеку (Bibliothèque et Archives nationales du Québec BAnQ) | м. Квебек      | 141            | 13.02.2024    |

### Азія
| Країна         | Назва бібліотеки / культурного центру, де відкрито поличку                          | Місто       | Кількість книг | Дата відриття |
| -------------- | ----------------------------------------------------------------------------------- | ----------- | -------------- | ------------- |
| Індонезія      | Зовнішньополітичне співтовариство Індонезії (Foreign Policy Community of Indonesia) | м. Джакарта | 15             |               |
| Індонезія      | Бібліотека Фадлі Зона, депутата Ради народних представників Індонезії               | м. Джакарта | 20             |               |
| Індонезія      | Національна бібліотека Індонезії                                                    | м. Джакарта | 20             |               |
| Індонезія      | Католицький університет Widya Mandala Surabaya                                      | м. Сурабая  | 10             |               |
| Азербайджан    | Український центр в м.Баку                                                          | м. Баку     | 30             |               |
| ОАЕ            | Національна бібліотека та архів ОАЕ                                                 | м. Абу-Дабі | 250            |               |
| Вірменія       | Національна бібліотека Республіки Вірменія                                          | м. Єреван   | 50             |               |
| Вірменія       | Центральна бібліотека м. Єреван ім. Аветіка Ісаакяна                                | м. Єреван   | 150            |               |
| Катар          | "Книжкова поличка" літератури для дітей у Посольстві                                | м. Доха     | 15             |               |
| Катар          | Національна бібліотека Катару                                                       | м. Доха     | 15             | 26.06.2023    |
| Туреччина      | Бібліотека Стамбульського університету                                              | м. Стамбул  | 30             | 04.10.2023    |
| Туреччина      | Українська спілка в Анкарі                                                          | м. Анкара   | 350            |               |
| Туреччина      | Національна бібліотека                                                              | м. Анкара   | 300            |               |
| Туреччина      | Бібліотека у м.Аланьї Emine Hacıkura Kütüphanesi                                    | м. Аланья   | 150            |               |
| Туреччина      | Бібліотека ГО «Українська родина»                                                   | м. Анталія  | 150            |               |
| Туреччина      | Бібліотека Cengiz Aytmatov Kütüphanesi                                              | м. Анталія  | 100            |               |
| Туреччина      | ГО "Середземноморське об'єднання українців"                                         | м. Анталія  | 120            |               |
| Туреччина      | ГО "Об’єднання Українців Ізміра"                                                    | м. Ізмір    | 100            |               |
| Туреччина      | ГО "Спілка Українців Мармарису"                                                     | м. Мармарис | 80             |               |
| Туреччина      | ГО "Українське Товариство Взаємодопомоги в Стамбулі"                                | м. Стамбул  | 200            |               |
| Туреччина      | ГО "Товариство українців в Бурсі"                                                   | м. Бурса    | 80             |               |
| Узбекистан     | Бібліотека «International Talent Academy»                                           | м. Ташкент  | 50             | 07.03.2024    |
| Сінгапур       | Національна бібліотека Сінгапуру - відділення району Пунггол                        | м. Сінгапур | 37             | 13.10.2023    |
| Узбекистан     | Бібліотека «International Talent Academy»                                           | м. Ташкент  | 50             | 07.03.2024    |
| Південна Корея | Бібліотека "Бедарі"                                                                 | м. Пхьонтек | 84             | 16.09.2023    |
| Японія         | Бібліотека центру для евакуйованих українців "кафе Друзі"                           | м. Йокогама | 10             |               |
| Японія         | Бібліотека центру для евакуйованих українців "Хімаварі"                             | м. Токіо    | 10             |               |
| Японія         | Початкова школа Аояма                                                               | м. Токіо    | 6              |               |
| Японія         | Початкова школа Когай                                                               | м. Токіо    | 2              |               |
| Японія         | Старша школа Ацугі                                                                  | м. Ацугі    | 3              |               |
| Японія         | Міжнародна школа Laurus International School of Science                             | м. Токіо    | 5              |               |
| Японія         | Школа "Берегиня"                                                                    | м. Нагоя    | 5              |               |
| Йорданія       | Національна бібліотека                                                              | м. Амман    | 20             |               |

### Європа
| Країна             | Назва бібліотеки / культурного центру, де відкрито поличку                                                                  | Місто                                    | Кількість книг | Дата відриття |
| ------------------ | --- | ---------------------------------------- | -------------- | ------------- |
| Чехія              | Міська бібліотека в Празі                                                                                                   | м. Прага                                 | 1000           |               |
| Чехія              | Комунальний центр "Світло"                                                                                                  | м. Прага                                 | 900            |               |
| Чехія              | Міська бібліотека | м. Мост                                  | 50             |               |
| Чехія              | Міська бібліотека | м. Добровіце                             | 30             |               |
| Чехія              | Міська бібліотека | м. Карлові Вари                          | 50             |               |
| Чехія              | Міська бібліотека | м. Злін                                  | 60             |               |
| Чехія              | Міська бібліотека | м. Брно                                  | 500            |               |
| Чехія              | Міська бібліотека | м. Ліберець                              | 50             |               |
| Чехія              | Міська бібліотека | м. Пісек                                 | 30             |               |
| Чехія              | Міська бібліотека | м. Добриш                                | 50             |               |
| Чехія              | Міська бібліотека | м. Їглава                                | 350            |               |
| Чехія              | Центр "Мрія" | м. Прага                                 | 1000           |               |
| Албанія            | Національна бібліотека | м. Тирана                                | 50             |               |
| Албанія            | Публічна бібліотека ім. Шевчета Мусараджа                                                                                   | м. Вльорі                                | 40             | 25.03.2023    |
| Албанія            | Публічна бібліотека | м. Дуррес                                | 30             |               |
| Албанія            | Бібліотека ім. Тімі Мітко                                                                                                   | м. Корча                                 | 40             |               |
| Албанія            | Бібліотека ім. Чемала Бахоллі                                                                                               | м. Ельбасан                              | 40             |               |
| Албанія            | Публічна бібліотека ім. Шевчета Мусараджа                                                                                   | м. Вльора                                | 40             |               |
| Литва              | Центральна бібліотека Вільнюського міського управління                                                                      | м. Вільнюс                               | 900            |               |
| Литва              | Український центр | м. Вільнюс                               | 300            |               |
| Норвегія           | Національна бібліотека | м. Осло                                  | 2500           |               |
| Норвегія           | Міська бібліотека | м. Ліндаль                               | 100            |               |
| Норвегія           | Міська бібліотека | м. Ставангер                             | 200            |               |
| Норвегія           | Міська бібліотека | м. Свальбард                             | 300            |               |
| Норвегія           | Міська бібліотека | м. Агдер                                 | 200            |               |
| Норвегія           | Міська бібліотека | м. Тронгейм                              | 100            |               |
| Словаччина         | Міська бібліотека | м. Братислава                            | 1200           |               |
| Словаччина         | Бібліотека міської частини Старе Место                                                                                      | м. Братислава                            | 1500           |               |
| Словаччина         | Бібліотека Словацького націонанльного музею - музею української культури                                                    | м. Свидник                               | 2000           |               |
| Словаччина         | Міська бібліотека | м. Комарно                               | 400            |               |
| Словаччина         | Бібліотека Центру української культури                                                                                      | м. Пряшів                                | 1000           |               |
| Словаччина         | Мережа книжкових магазинів "Martinus"                                                                                       | Словаччина                               | 2000           |               |
| Словаччина         | Бібліотека Центру допомоги українцяв в міській частиніі Ламач                                                               | м. Братислава                            | 700            |               |
| Словаччина         | Державна наукова бібліотека                                                                                                 | м. Банська-Бистріца                      | 1200           |               |
| Словаччина         | Бібліотека Центру допомоги українцям                                                                                        | м. Тренчин                               | 900            |               |
| Литва              | Центральна бібліотека Вільнюського міського управління                                                                      | м. Вільнюс                               | 900            |               |
| Литва              | Український центр у м.Вільнюс                                                                                               | м. Вільнюс                               | 300            |               |
| Словаччина         | Міська бібліотека міста Братислава                                                                                          | м. Братислава                            | 1200           |               |
| Словаччина         | Бібліотека міської частини Старе Місто-Братислава                                                                           | м. Братислава                            | 1500           |               |
| Словаччина         | Бібліотека Словацького націонанльного музею - музею української культури у Свиднику                                         | м. Свидник                               | 2000           |               |
| Словаччина         | Міська бібліотека міста Комарно                                                                                             | м. Комарно                               | 400            |               |
| Словаччина         | Бібліотека Центру української культури у Пряшеві                                                                            | м. Пряшів                                | 1000           |               |
| Словаччина         | Книжкова мережа Martinus | м. Братислава                            | 2000           |               |
| Словаччина         | Бібліотека Центру допомоги українцяв в міській частиніі Ламач-Братислава                                                    | м. Братислава                            | 700            |               |
| Словаччина         | Державна наукова бібліотека                                                                                                 | м. Банська-Бистріца                      | 1200           |               |
| Словаччина         | Бібліотека Центру допомоги українцям                                                                                        | м. Тренчин                               | 900            |               |
| Молдова            | Центр проживання ТПО з України                                                                                              | м. Калараш                               | 100            |               |
| Молдова            | Громадський центр Кишинева                                                                                                  | м. Кишинів вул. 31 серпня 1989, буд. 151 | 300            |               |
| Молдова            | Центр, де проживають тимчасово переміщені громадяни України у гуртожитоку Професійного училища Școala Profesională Criuleni | м. Криуляни                              | 100            |               |
| Молдова            | МОЗ "Бендерська загальноосвітня гімназія №3 ім. І.Котляревського"                                                           | м. Бендери                               | 60             |               |
| Молдова            | ГО Асоціація AVE Copiii (для центрів тимчасового проживання ТПО з України у 10 містах Молдови)                              | м. Кишинів                               | 240            |               |
| Молдова            | Центр проживання ТПО з України "МолдЕКСПО"                                                                                  | м. Кишинів                               | 60             |               |
| Молдова            | Бібліотека ім. Лесі Українки                                                                                                | м. Кишинів                               | 60             |               |
| Молдова            | Католицька церква східного обряду "Покрова Пресвятої Богородиці" (УГКЦ)                                                     |                                          | 50             |               |
| Молдова            | Гімназія імені Тараса Шевченка                                                                                              | м. Кишинів                               | 50             |               |
| Молдова            | Центр "Логопед-Чарівник" |                                          | 100            |               |
| Молдова            | Центр допомоги біженцям села Карпінець                                                                                      | с. Карпінець, (район Хинчешть)           | 30             |               |
| Молдова            | Центр для біженців | м. Криулень                              | 30             |               |
| Молдова            | Республіканська Дитяча Клінічна лікарня ім Е.Коцаги                                                                         | м. Кодру                                 | 30             |               |
| Молдова            | Центр тимчасового розміщення ТПО з України у приміщенні гуртожитку Професійного Училища                                     | м. Ніспорень                             | 20             |               |
| Молдова            | Центр тимчасового розміщення ТПО з України                                                                                  | м. Аненій-Ной                            | 10             |               |
| Молдова            | Центр тимчасового розміщення ТПО з України                                                                                  | с. Булбоака                              | 10             |               |
| Латвія             | Національна бібліотека Латвії                                                                                               | м. Рига                                  | 450            |               |
| Латвія             | Ризька міська бібліотека | м. Рига                                  | 200            |               |
| Латвія             | Український інформаційний центр Академічної бібліотеки Латвії                                                               | м. Рига                                  | 1000           |               |
| Латвія             | Центральна бібліотека міста Огре                                                                                            | м. Огре                                  | 60             |               |
| Австрія            | Національна бібліотека Австрії                                                                                              | м. Відень                                | 600            |               |
| Австрія            | Головна бібліотека Відня (Hauptbücherei)                                                                                    | м. Відень                                | 300            |               |
| Австрія            | Дитяча бібліотека мов світу (Kinderbücherei der Weltsprachen)                                                               | м. Відень                                | 100            |               |
| Австрія            | Бібліотеца освітнього центру Сіммерінг (Bildungszentrum Simmering)                                                          | м. Відень                                | 100            |               |
| Австрія            | Філадельфіябрюке (Philadelphiabrücke)                                                                                       | м. Відень                                | 100            |               |
| Австрія            | Волонтерський центр допомоги дітям України "Матуся"                                                                         | м. Відень                                | 150            |               |
| Австрія            | Бібліотека міста Мархтренк                                                                                                  | м. Мархтренк                             | 100            |               |
| Австрія            | Бібліотека міста Гартберг                                                                                                   | м. Гартберг                              | 100            |               |
| Австрія            | Міська бібліотека міста Лінц                                                                                                | м. Лінц                                  | 100            |               |
| Австрія            | Громадська бібліотека міста Оберварт                                                                                        | м. Оберварт                              | 100            |               |
| Австрія            | Публічна бібліотека міста Літцельсдорф                                                                                      | м. Літцельсдорф                          | 100            |               |
| Австрія            | Бібліотека SOS-Kinderdorf в місті Пінкафельд                                                                                | м. Пінкафельд                            | 200            |               |
| Австрія            | Міська бібліотека | м. Грац                                  | 200            |               |
| Австрія            | Міська бібліотека | м. Ла-ан-дер-Тайя                        | 100            |               |
| Австрія            | Міська бібліотека | м. Холлабрунн                            | 150            |               |
| Австрія            | Osteuropazentrum Universität Innsbruck                                                                                      | м. Інсбрук                               | 150            |               |
| Австрія            | Український центр "Паляниця"                                                                                                | м. Дорнбірн                              | 150            |               |
| Австрія            | Український центр | м. Брегенц                               | 150            |               |
| Австрія            | Український центр | м. Фельдкірх                             | 150            |               |
| Австрія            | Український центр | м. Нюцідерс                              | 150            |               |
| Австрія            | Українська бібліотека в центрі допомоги українцям Train of Hope - Flüchtlingshilfe Wien                                     | м. Відень                                | 500            | 04.06.2023    |
| Північна Македонія | Національна і університетська бібліотека Св. Климента Охридського                                                           | м. Скоп’є                                | 264            |               |
| Фінляндія          | Центральна міська бібліотека                                                                                                | м. Гельсінкі                             | 100            |               |
| Фінляндія          | Національна бібліотека Фінляндії                                                                                            | м. Гельсінкі                             | 50             |               |
| Фінляндія          | Міська бібліотека Apila | м. Сейняйокі                             | 35             |               |
| Угорщина           | Центральна бібліотека Столичної бібліотеки Сабо Ервіна                                                                      | м. Будапешт                              | 350            |               |
| Угорщина           | ГО «Український простір» | м. Будапешт                              | 400            | 11.01.2024    |
| Угорщина           | Обласна та міська бібліотека ім. Жігмонда Моріца                                                                            | м. Ніредьгаза                            | 450            | 01.02.2024    |
| Угорщина           | Бібліотека ім. Петера Меліуса                                                                                               | м. Дебрецен                              | 400            | 01.02.2024    |
| Угорщина           | Бібліотека області Бекеш | м. Бекешчаба                             | 100            | 15.02.2024    |
| Угорщина           | Освітній осередок “ЕкоПростір” Української асоціації “Єдність”                                                              | м. Будапешт                              | 600            | 26.04.2024    |
| Угорщина           | Центральна бібліотека Міської та обласної бібліотеки Шомоді Кароля                                                          | м. Сегед                                 | 361            |               |
| Угорщина           | Бібліотека при Самоврядуванні українців                                                                                     | м. Сегед                                 | 347            |               |
| Кіпр               | Муніципальна бібліотека у Строволосі                                                                                        | м. Строволос                             | 40             | 19.02.2023    |
| Кіпр               | Бібліотека Університету Центрального Ланкашира на Кіпрі                                                                     | м. Ланкара                               | 40             | 26.02.2023    |
| Кіпр               | Муніципальна бібліотека в Орокліні                                                                                          | м. Орокліон                              | 40             | 11.01.2024    |
| Кіпр               | Культурно-освітній осередок Український дім у Пафосі                                                                        | м. Пафос                                 | 40             | 30.09.2023    |
| Кіпр               | Бібліотека Муніципального музею моря                                                                                        | м. Айя-Напа                              | 40             | 29.03.2023    |
| Швеція             | Дитяча бібліотека в Kulturhuset                                                                                             | м. Стокгольм                             | 50             |               |
| Швеція             | Міська бібліотека | м. Лінчепінг                             | 50             |               |
| Німеччина          | Міська бібліотека Karow | м. Берлін                                | 81             |               |
| Німеччина          | Районна центральна бібліотека Humboldt-Bibliothek                                                                           | м. Берлін                                | 7              |               |
| Німеччина          | Бібліотека для дітей та юнацтва                                                                                             | м. Берлін                                | 24             |               |
| Німеччина          | Американська меморіальна бібліотека                                                                                         | м. Берлін                                | 13             |               |
| Німеччина          | Районна центральна бібліотека Tempelhof- Schöneberg                                                                         | м. Берлін                                | 20             |               |
| Німеччина          | Бібліотека Treptow-Köpenick                                                                                                 | м. Берлін                                | 6              |               |
| Німеччина          | Міська бібліотека Friedrichshain-Kreuzberg                                                                                  | м. Берлін                                | 42             |               |
| Німеччина          | Міська бібліотека Marzahn-Hellersdorf                                                                                       | м. Берлін                                | 64             |               |
| Німеччина          | Міська бібліотека Berlin-Mitte, Bruno-Lösche-Bibliothek                                                                     | м. Берлін                                | 148            |               |
| Німеччина          | Центральна бібліотека м. Бремен                                                                                             | м. Бремен                                | 145            |               |
| Німеччина          | Український дім в Дрездені                                                                                                  | м. Дрезден                               | 184            |               |
| Німеччина          | Український дім в Ерфурті                                                                                                   | м. Ерфут                                 | 88             |               |
| Німеччина          | Німецько-українська школа                                                                                                   | м. Берлін                                | 22             |               |
| Німеччина          | Початкова школа Löwenzahn                                                                                                   | м. Гросспьосна                           | 26             |               |
| Німеччина          | Недільна українська школа в Мюнхені                                                                                         | м. Мюнхен                                | 40             |               |
| Німеччина          | Міська бібліотека м.Франкфурт-на-Майні                                                                                      | м. Франкфурт-на-Майні                    | 300            |               |
| Словенія           | Бібліотека міста Целє | м. Целє                                  | 112            |               |
| Словенія           | Бібліотека міста Марібор | м. Марібор                               | 120            | 14.04.2023    |
| Болгарія           | Столична бібліотека | м. Софія                                 | 123            |               |
| Болгарія           | Регіональна бібліотека імені Димитра Талева                                                                                 | м. Благоєвград                           | 100            |               |
| Болгарія           | Регіональна бібліотека імені Пейо Яворова                                                                                   | м. Бургас                                | 157            |               |
| Болгарія           | Народна бібліотека імені Івана Вазова                                                                                       | м. Пловдив                               | 116            |               |
| Болгарія           | Народна читальня імені Ніколи Вапцарова - 1894                                                                              | м. Банско                                | 78             |               |
| Болгарія           | Регіональна бібліотека імені Пенчо Славейкова у Варні                                                                       | м. Варна                                 | 115            |               |
| Швейцарія          | Інтеграційний центр Zentrum5                                                                                                | м. Берн                                  | 80             |               |
| Швейцарія          | Державний фонд з розповсюдження книжок Bibliomedia Solothurn                                                                | мм. Солотурн, Лозанна, Біаска            | 420            |               |
| Швейцарія          | Модульне містечко для українців                                                                                             | м. Берн                                  | 30             |               |
| Швейцарія          | Центральна бібліотека Kornhausbibliothek                                                                                    | м. Берн                                  | 20             |               |
| Швейцарія          | Бібліотеки українських суботніх шкіл та садочків                                                                            | м. Цюрих                                 | 4000           |               |
| Франція            | Бібліотека публічної інформації Центру Помпіду                                                                              | м. Париж                                 | 40             |               |
| Франція            | Міжуніверситетська бібліотека Сорбони                                                                                       | м. Париж                                 | 40             | 09.11.2023    |
| Франція            | Національна Бібліотека Франції, Університетська Бібліотека мов і цивілізацій                                                | м. Париж                                 | 300            |               |
| Греція             | Національна бібліотека Греції                                                                                               | м. Афіни                                 | 50             |               |
| Хорватія           | Національна і університетська бібліотека Загреба                                                                            | м. Загреб                                | 200            |               |
| Хорватія           | Міська бібліотека Марка Маруліча (Gradska knjižnica Marka Marulića)                                                         | м. Спліт                                 | 200            |               |
| Португалія         | Бібліотека імені Орланду Рібейру                                                                                            | м. Лісабон                               | 200            |               |
| Португалія         | Муніципальна національна бібліотека міста Фару                                                                              | м. Фару                                  | 150            | 01.03.2024    |
| Нідерланди         | Бібліотека м.Гаага (Centrale Bibliotheek Den Haag)                                                                          | м. Гаага                                 | 300            |               |
| Нідерланди         | Громадська Бібліотека м.Амстердам (OBA Amsterdam Oosterdok)                                                                 | м. Амстердам                             | 300            |               |
| Нідерланди         | Центральна бібліотека м. Роттердам                                                                                          | м. Роттердам                             | 400            |               |
| Нідерланди         | Бібліотека м. Утрехт | м. Утрехт                                | 200            |               |
| Нідерланди         | Бібліотека dbieb Leeuwarden                                                                                                 | м. Леуварден                             | 100            |               |
| Нідерланди         | Бібліотека у м. Неймехен | м. Неймехен                              | 100            |               |
| Нідерланди         | Бібліотека у м. Хертогенбош (Huis73)                                                                                        | м. Хертогенбош                           | 200            |               |
| Нідерланди         | Бібліотека у м. Гауда (Bibliotheek Chocoladefabriek)                                                                        | м. Гауда                                 | 100            |               |
| Нідерланди         | Бібліотека м. Алмело | м. Алмело                                | 100            |               |
| Нідерланди         | Бібліотека м. Хенгело | м. Хенгело                               | 100            |               |
| Нідерланди         | Бібліотека м. Балк | м. Балк                                  | 100            |               |
| Нідерланди         | Бібліотека м.Угстгест | м. Угстгест                              | 100            |               |
| Нідерланди         | Бібліотека м. Хофдорп | м. Хофдорп                               | 100            |               |
| Нідерланди         | Бібліотека м.Харлемермеєр                                                                                                   | м. Харлемермеєр                          | 100            |               |
| Нідерланди         | Бібліотека Forum Groningen                                                                                                  | м. Гронінген                             | 100            |               |
| Нідерланди         | Бібліотека м.Ейндховен | м. Ейндховен                             | 100            |               |
| Нідерланди         | Бібліотека у м.Бреда | м. Бреда                                 | 100            |               |
| Нідерланди         | Бібліотека м.Делфт | м. Делфт                                 | 100            |               |
| Нідерланди         | Бібліотека у м.Мейель | м. Мейель                                | 100            |               |
| Нідерланди         | Український дім в Роттердамі                                                                                                | м. Роттердам                             | 500            |               |
| Нідерланди         | Бібліотека м.Тіль | м. Тіль                                  | 300            |               |
| Нідерланди         | Бібліотека м.Драхтен | м. Драхтен                               | 300            |               |
| Нідерланди         | Бібліотека м.Апельдорн | м. Апельдорн                             | 100            |               |
| Польща             | Головна бібліотека Мазовецького воєводства у місті Варшава + мережа публічних бібліотек Мазовецького воєводства             | м. Варшава                               | 2185           |               |
| Бельгія            | Bibliothèque Communale Hergé                                                                                                | м. Варшава                               | 60             |               |
| Іспанія            | Муніципальна бібліотека | м. Леганес                               | 400            |               |
| Іспанія            | Публічна бібліотека «Кан Салес»                                                                                             | м. Пальма-де-Майорка                     | 200            | 31.01.2024    |
| Велика Британія    | Британська бібліотека | м. Лондон                                | 200            |               |
| Румунія            | Національна бібліотека Румунії                                                                                              | м. Бухарест                              | 123            | 20.09.2023    |
| Данія              | Бібліотека Kolding bibliotekerne                                                                                            | м. Коллінг                               | 24             | 20.11.2023    |
| Данія              | Бібліотека Skjern bibliotekerne                                                                                             | м. Ск'єрн                                | 24             | 01.11.2023    |
| Данія              | Бібліотека Videbæk bibliotekerne                                                                                            | м. Відебек                               | 25             | 01.11.2023    |
| Данія              | Бібліотека Ikast Bibliotek                                                                                                  | м. Ікаст                                 | 30             | 06.12.2023    |
| Данія              | Бібліотека Vangede Bibliotek                                                                                                | м. Гентофте                              | 25             | 13.12.2023    |
| Данія              | Бібліотека Roskilde bibliotekerne                                                                                           | м. Роскілле                              | 25             | 07.11.2023    |
| Данія              | Бібліотека Skive Bibliotek                                                                                                  | м. Сківе                                 | 30             | 17.12.2023    |
| Данія              | Муніципальна бібліотека Vejen Kommunes Biblioteker                                                                          | м. Ваєн                                  | 30             | 12.12.2023    |
| Ірландія           | Міська бібліотека | м. Лімерик                               | 80             | 03.10.2023    |
| Ірландія           | Національна бібліотека графства Керрі                                                                                       | м. Керрі                                 | 20             | 13.03.2024    |
| Ірландія           | Національна бібліотека Ірландії                                                                                             | м. Дублін                                | 80             | 01.11.2023    |
|                    | |                                          |                |               |